# Réserve de biosphère de Schorfheide-Chorin
La réserve de biosphère de Schorfheide-Chorin, est une réserve de biosphère dans le land allemand du Brandebourg près de la frontière polonaise. Elle est reconnue comme telle par l'UNESCO le 12 septembre 1990 dans le cadre du programme des parcs nationaux de la République démocratique allemande.

## Description
Sa superficie totale de 129 161 hectares est partagée entre une aire centrale de 3 648 ha, une zone tampon de 24 103 ha et une zone de transition de 101 401 ha. Elle est située sur les arrondissements de Barnim, Märkisch-Pays de l'Oder, Haute-Havel et Uckermark. Les villes principales sont Eberswalde, Joachimsthal et Friedrichswalde.
Les forêts couvrent environ la moitié de la superficie de la réserve de biosphère. La réserve est également caractérisée par une forte densité de lacs (240 de plus d'un hectare) et la présence de milliers de tourbières, prairies et champs.

## Histoire
Les Cisterciens de l'abbaye de Chorin ont cultivé les terrains de la Schorfheide (« lande de Schorf ») à partir du haut Moyen Âge jusqu'à la fin de la guerre de Trente Ans.
Au nord du village de Groß Schönebeck, dans la commune de Schorfheide, se trouvait jusqu'en 1945 Carinhall, la résidence de campagne du leader nazi Hermann Göring. Les forêts aux alentours servaient aux dignitaires nazis de terrain de chasse. Cette région a été depuis — sans doute en partie à cause de ces références historiques — très peu exploitée et visitée par l'homme et l'impact anthropique a donc été minimal.

## Galerie

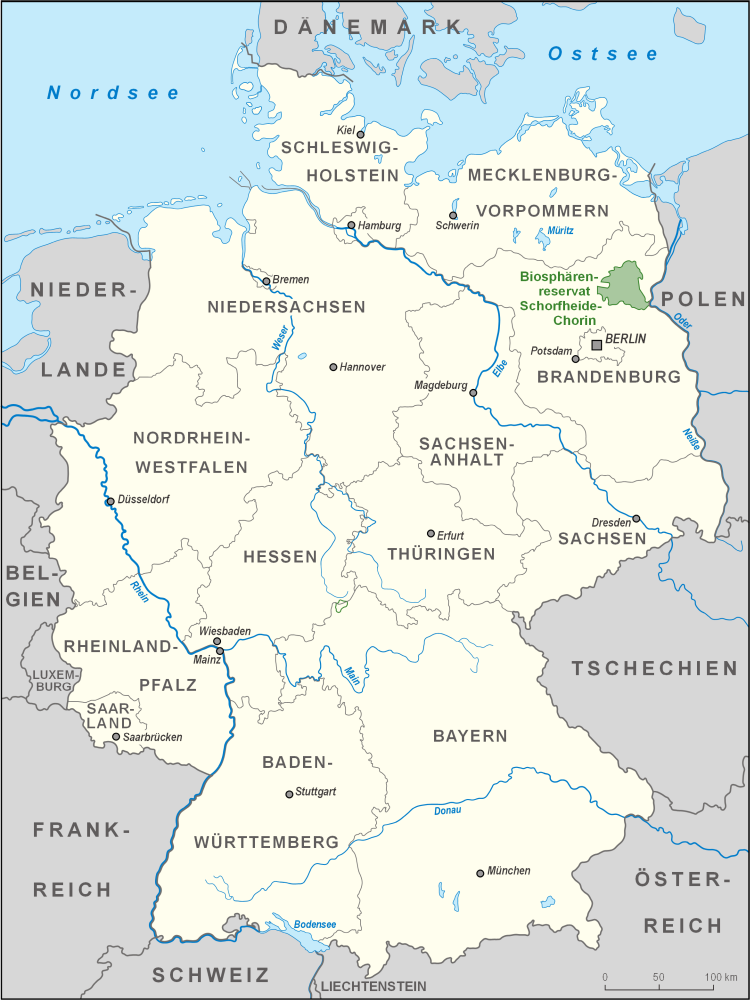
Localisation de la réserve en Allemagne
Logo de la réserve de biosphère
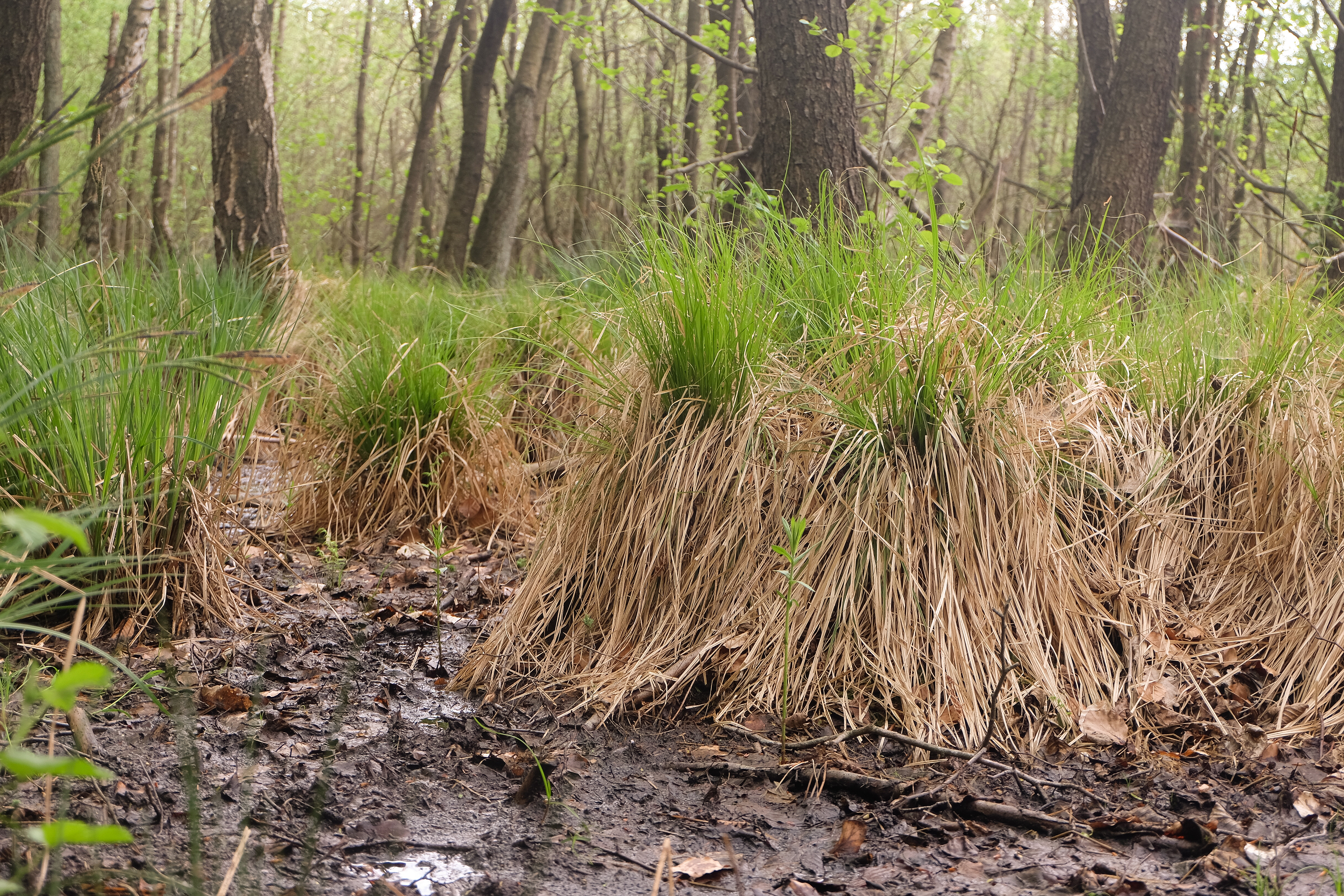
Marais situé dans la réserve totale de Plagefenn
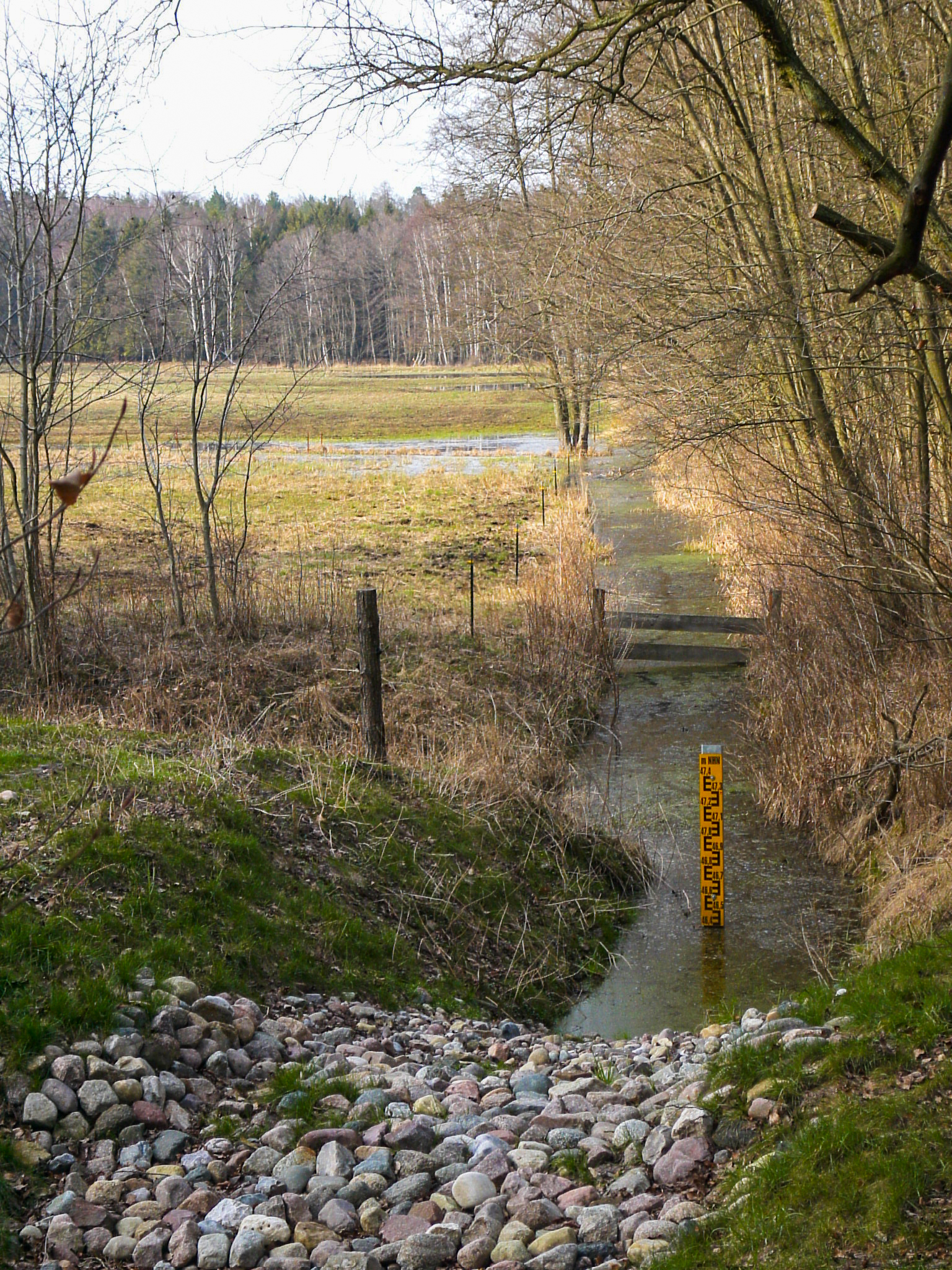
Pâturages inondés dans la réserve de biosphère